# Rockslide
Rockslide (de son vrai nom Santo Vaccaro) est un personnage de fiction, jeune mutant appartenant à l'Univers Marvel de Marvel Comics
Il fait office de nouvelle génération de X-Men, quand les auteurs ont tenté d'intégrer de nombreux mutants à l'Univers Marvel, faisant alors bouger les choses et portant les mutants à un nombre assez important pour qu'ils représentent un pouvoir important.

## Biographie fictive
Originaire de Boston, le jeune Santo Vaccaro est admis à l'Institut pour jeunes surdoués du Professeur Xavier. Là, il est affecté au groupe des Hellions, coachés par Emma Frost, la directrice de l'école. Il se lie d'amitié avec Julian, le chef du groupe.
Avec l'équipe, il affronte le Kingmaker et est mis en pièces. C'est Hellion qui le remet sur pied grâce à son pouvoir de télékinésie.

### Endurci par le M-Day
Quand survient le M-Day, Santo est l'un des jeunes mutants qui ne perdent pas leurs pouvoirs. Tag est tué dans un attentat, et le jeune homme en est très affecté. Il se lance alors à cœur perdu dans un entraînement intensif, pour devenir un futur X-Man.
Dans un combat contre Nemrod, le corps de Rockslide est détruit. Il se reconstitue quelque temps plus tard, sous une forme encore plus massive.
En compagnie d'autres jeunes élèves, il est capturé par Belasco, le seigneur des Limbes. Pour se défendre d'un assaut de démon, il veut projeter ses mains de pierre, mais explose. Il se reconstitue avec de la roche de lave, immunisée à la magie, ce qui lui permet de vaincre Illyana Raspoutine, contrôlée par sa personnalité maléfique.

### Un combat inégal
Lors du retour de Hulk sur Terre, les élèves X-Men tentent leur chance pour stopper le Titan de Jade. Santo l'affronte en un cours duel, mais est sévèrement battu.
Il aide ensuite les X-Men lors du crossover Messiah Complex. Aidé par X-23, il repousse Lady Deathstrike. Ensuite, il retient Predator X pour permettre aux autres élèves de fuir.

### Jeune X-Man
Cyclope offre une place à Santo au sein des Jeunes X-Men (une équipe ressemblant à celle des Nouveaux Mutants originels). Après que la jeune Blindfold lui parle d'une prémonition de meurtre, il force Cyclope à l'inclure dans l'équipe. Il s'avère que Donald Pierce se faisait passer pour Cyclope, et il tue le jeune Wolf Cub, ce qui affecte grandement Santo.

## Pouvoirs
- Rockslide possède un corps constitué de granite, ressemblant beaucoup à celui de La Chose. Il possède une résistance, une force et une endurance surhumaine.
- Il était capable de détacher et de propulser ses poings, mais semble avoir perdu cette capacité quand son corps est atomisé par Nemrod.
- Même brisé en morceaux, il est capable de se reconstituer, du moment que ses différentes parties sont regroupées et en contact.